# Железнодорожные станции в Саудовской Аравии
Список железнодорожных станций в Саудовской Аравии:

## ЛинияДаммам — Эр-Рияд
| Название станции | Название станции | Открытие |
| Русское          | Арабское         | Открытие |
| ---------------- | ---------------- | -------- |
| Даммам           | الدمام           | 1981     |
| Абкайк           | بقيق             | 1981     |
| Эль-Хуфуф        | الهفوف           | 1981     |
| Эр-Рияд          | الرياض           | 1981     |

## Грузовая Линия
| Название станции        | Название станции       | Открытие    |
| Русское                 | Арабское               | Открытие    |
| ----------------------- | ---------------------- | ----------- |
| Порт Короля Абдул Азиза | ميناء الملك عبد العزيز | 1950-е годы |
| Эль-Хаса                | الهفوف                 |             |
| Абкайк                  | بقيق                   |             |
| Эль-Хардж               | محافظة الخرج           |             |
| Харадх                  | حرض                    |             |
| Al-Tawdhihiyah          | التوضيحية              |             |
| Эр-Рияд                 | الرياض                 | 1950-е годы |

## Линия Эр-Рияд − Эль-Хадита
| Название станции | Название станции | Открытие             |
| Русское          | Арабское         | Открытие             |
| ---------------- | ---------------- | -------------------- |
| Эр-Рияд          | الرياض           | 26 февраля 2017 года |
| Эль-Маджмаа      | المجمعة          | 26 февраля 2017 года |
| Эль-Касим        | منطقة القصيم     | 2018                 |
| Хаиль            | حائل             | 2018                 |
| Эль-Джауф        | الجوف            | 2018                 |
| Курайят          | القريات          | 2018                 |
| Эль-Хадита       | مركز الحديثة     | Планируется          |

## Линия Север-Юг
| Название станции | Название станции | Открытие |
| Русское          | Арабское         | Открытие |
| ---------------- | ---------------- | -------- |
| Эль-Джаламид     | حزم الجلاميد     | Открыта  |
| Хаиль            | حائل             | Открыта  |
| Эз-Забира        | الزبيرة          | Открыта  |
| Рас-эль-Хайр     | رأس الخير        | Открыта  |

## Перспективы
Линия север-юг
1. Эль-Хадита − вблизи границы с Иорданией;
2. Эль-Джауф − на юге одноименного округа, станция планируется рядом с новой автомагистралью;
3. Эль-Джубайль[1]
4. Босаджата

Высокоскоростная линия Haramain
1. Медина[2]
2. Экономический город короля Абдаллы[3]
3. Международный аэропорт имени Короля Абдул-Азиза
4. Джидда (Центральная)
5. Мекка

Трансаравийская линия Landbridge
1. Эр-Рияд
2. Джидда (Центральная)

## Узкоколейная дрога Дамаск − Медина
Хиджазская железная дорога была узкоколейной железной дорогой (с шириной колеи 1050 мм), дорога шла из Дамаска в Медину через регион Хиджаз в Саудовской Аравии с ответвлением в Хайфу в сторону Средиземного моря. Она был частью османской железнодорожной сети. Линия должна была простираться от вокзала Хайдарпаша в Кадыкёй за Дамаском до священного города Мекка. Тем не менее из-за начала Первой мировой войны, работы были приостановлены в 400 километрах от Мекки. Длина линии от Дамаска до Медины составляла 1300 километров. Ныне железнодорожные станции Хиджаз на территории Саудовской Аравии либо ликвидированы, либо, как Мадаин-Салих и Медина являются музеями.